# 1980-as Ázsia-kupa
Az 1980-as Ázsia-kupa volt a hetedik kontinentális labdarúgótorna az Ázsia-kupa történetében. A zárókört Kuvaitban rendezték 1980. szeptember 15. és 30. között. A kupát a házigazda Kuvait válogatottja nyerte meg, miután 3 - 0 arányban legyőzte a korábbi kétszeres győztes Dél-Koreát a döntőben.

## Résztvevők
| - Kuvait (rendező) - Irán (címvédő) - Banglades - Kína - Malajzia | - Észak-Korea - Katar - Dél-Korea - Szíria - Egyesült Arab Emírségek |

## Csoportkör

### A csoport
| Csapat      | J | Gy | D | V | Rg | Kg | Gk  | P |
| ----------- | - | -- | - | - | -- | -- | --- | - |
| Irán        | 4 | 2  | 2 | 0 | 12 | 4  | +8  | 6 |
| Észak-Korea | 4 | 3  | 0 | 1 | 9  | 7  | +2  | 6 |
| Szíria      | 4 | 2  | 1 | 1 | 3  | 2  | +2  | 5 |
| Kína        | 4 | 1  | 1 | 2 | 9  | 5  | +4  | 3 |
| Banglades   | 4 | 0  | 0 | 4 | 2  | 17 | –15 | 0 |

| 1980. szeptember 16. |

| Észak-Korea | 3–2 | Banglades |
| ----------- | --- | --------- |
|             |     |           |

|  |

| 1980. szeptember 17. |

| Irán | 0–0 | Szíria |
| ---- | --- | ------ |
|      |     |        |

| Szabáh asz-Szálem Stadion, Kuvaitváros Nézőszám: 15 000 |

| 1980. szeptember 18. |

| Észak-Korea | 2–1 | Kína |
| ----------- | --- | ---- |
|             |     |      |

|  |

| 1980. szeptember 19. |

| Banglades | 0–1 | Szíria |
| --------- | --- | ------ |
|           |     |        |

|  |

| 1980. szeptember 20. |

| Kína                              | 2–2   | Irán                     |
| --------------------------------- | ----- | ------------------------ |
| Chen Jingang 74' Chi Shangbin 89' | (0–1) | Aliduszti 35' Fáribá 70' |

| Szabáh asz-Szálem Stadion, Kuvaitváros Nézőszám: 10 000 |

| 1980. szeptember 21. |

| Szíria | 1–2 | Észak-Korea |
| ------ | --- | ----------- |
|        |     |             |

|  |

| 1980. szeptember 22. |

| Banglades | 0–7   | Irán                                                |
| --------- | ----- | --------------------------------------------------- |
|           | (0–4) | Fáribá 11' 34' 80' 82' Rausan 21' Barzegari 27' 87' |

| Szabáh asz-Szálem Stadion, Kuvaitváros Nézőszám: 2 000 |

| 1980. szeptember 23. |

| Szíria | 1–0 | Kína |
| ------ | --- | ---- |
|        |     |      |

|  |

| 1980. szeptember 24. |

| Irán                                    | 3–2   | Észak-Korea         |
| --------------------------------------- | ----- | ------------------- |
| Aliduszti 27' Dánájifard 57' Fáribá 60' | (1–0) | Kim Bok-Man 68' 86' |

| Szabáh asz-Szálem Stadion, Kuvaitváros Nézőszám: 4 000 Játékvezető: Enrique Mendoza Guillén (mexikói) |

| 1980. szeptember 25. |

| Kína | 6–0 | Banglades |
| ---- | --- | --------- |
|      |     |           |

| Szabáh asz-Szálem Stadion, Kuvaitváros Nézőszám: 15 000 |

### B csoport
| Csapat                  | J | Gy | D | V | Rg | Kg | Gk | P |
| ----------------------- | - | -- | - | - | -- | -- | -- | - |
| Dél-Korea               | 4 | 3  | 1 | 0 | 10 | 2  | +8 | 7 |
| Kuvait                  | 4 | 2  | 1 | 1 | 8  | 5  | +3 | 5 |
| Malajzia                | 4 | 1  | 2 | 1 | 5  | 5  | 0  | 4 |
| Katar                   | 4 | 1  | 1 | 2 | 3  | 8  | –5 | 3 |
| Egyesült Arab Emírségek | 4 | 0  | 1 | 3 | 3  | 9  | –6 | 1 |

| 1980. szeptember 15. |

| Egyesült Arab Emírségek | 1–1 | Kuvait |
| ----------------------- | --- | ------ |
| Sombi                   |     | Húti   |

|  |

| 1980. szeptember 16. 18:30 |

| Malajzia      | 1–1 | Dél-Korea        |
| ------------- | --- | ---------------- |
| Abdul Ali 90' |     | Choi Soon-Ho 68' |

| Szabáh asz-Szálem Stadion, Kuvaitváros Nézőszám: 5 000 |

| 1980. szeptember 17. |

| Katar | 2–1 | Egyesült Arab Emírségek |
| ----- | --- | ----------------------- |
|       |     | Hadzsri                 |

|  |

| 1980. szeptember 18. |

| Kuvait                | 3–1 | Malajzia |
| --------------------- | --- | -------- |
| Dzsászem Jaakob Kamíl |     |          |

|  |

| 1980. szeptember 19. 18:30 |

| Katar | 0–2   | Dél-Korea                       |
| ----- | ----- | ------------------------------- |
|       | (0–2) | Lee Jung-Il 4' Choi Soon-Ho 21' |

| Szabáh asz-Szálem Stadion, Kuvaitváros |

| 1980. szeptember 20. |

| Egyesült Arab Emírségek | 0–2 | Malajzia |
| ----------------------- | --- | -------- |
|                         |     |          |

|  |

| 1980. szeptember 21. 18:30 |

| Dél-Korea                                | 3–0   | Kuvait |
| ---------------------------------------- | ----- | ------ |
| Hwang Seok-Keun 47' Choi Soon-Ho 71' 78' | (0–0) |        |

| Szabáh asz-Szálem Stadion, Kuvaitváros Nézőszám: 15 000 |

| 1980. szeptember 22. |

| Malajzia | 1–1 | Katar |
| -------- | --- | ----- |
|          |     |       |

|  |

| 1980. szeptember 23. 16:30 |

| Dél-Korea                                            | 4–1   | Egyesült Arab Emírségek |
| ---------------------------------------------------- | ----- | ----------------------- |
| Choi Soon-Ho 26' 53' 78' (11-esből) Jung Hae-Won 84' | (1–0) | Sombi 79'               |

| Szabáh asz-Szálem Stadion, Kuvaitváros |

| 1980. szeptember 25. |

| Kuvait                       | 4–0 | Katar |
| ---------------------------- | --- | ----- |
| Dahíl Dzsászem Jaakob Anberi |     |       |

| Szabáh asz-Szálem Stadion, Kuvaitváros |

## Egyenes kieséses szakasz
|  |                              |             |           |                              |   |        |        |       |
|  | Elődöntők                    | Elődöntők   | Elődöntők |                              |   | Döntő  | Döntő  | Döntő |
|  | Elődöntők                    | Elődöntők   | Elődöntők |                              |   | Döntő  | Döntő  | Döntő |
|  | szeptember 28. – Kuvaitváros |             |           |                              |   |        |        |       |
|  |                              |             |           |                              |   |        |        |       |
|  | A1                           | Irán        | 1         |                              |   |        |        |       |
|  | A1                           | Irán        | 1         | szeptember 30. – Kuvaitváros |   |        |        |       |
|  | B2                           | Kuvait      | 2         |                              |   |        |        |       |
|  | B2                           | Kuvait      | 2         |                              |   | Kuvait | Kuvait | 3     |
|  | szeptember 28. – Kuvaitváros |             |           |                              |   | Kuvait | Kuvait | 3     |
|  |                              |             | Dél-Korea | Dél-Korea                    | 0 |        |        |       |
|  | B1                           | Dél-Korea   | Dél-Korea | Dél-Korea                    | 0 | 2      |        |       |
|  | B1                           | Dél-Korea   |           |                              |   |        |        |       |
|  | A2                           | Észak-Korea | 1         |                              |   |        |        |       |
|  | A2                           | Észak-Korea | 1         | Bronzmérkőzés                |   |        |        |       |
|  |                              |             |           |                              |   |        |        |       |
|  | szeptember 29. – Kuvaitváros |             |           |                              |   |        |        |       |
|  |                              |             |           |                              |   |        |        |       |
|  | Irán                         | Irán        | 3         |                              |   |        |        |       |
|  | Irán                         | Irán        | 3         |                              |   |        |        |       |
|  | Észak-Korea                  | Észak-Korea | 0         |                              |   |        |        |       |
|  | Észak-Korea                  | Észak-Korea | 0         |                              |   |        |        |       |

### Elődöntők
| 1980. szeptember 28. |

| Irán       | 1–2   | Kuvait                        |
| ---------- | ----- | ----------------------------- |
| Faraki 90' | (0–0) | Dzsászem Jaakob 63' Dahíl 85' |

| Szabáh asz-Szálem Stadion, Kuvaitváros Nézőszám: 20 000 Játékvezető: Kok Lee (szingapúri) |

| 1980. szeptember 28. 19:30 |

| Dél-Korea            | 2–1   | Észak-Korea                  |
| -------------------- | ----- | ---------------------------- |
| Jung Hae-Won 80' 89' | (0–1) | Park Jong-Hon 19' (11-esből) |

| Szabáh asz-Szálem Stadion, Kuvaitváros |

### Bronzmérkőzés
| 1980. szeptember 29. |

| Irán                      | 3–0   | Észak-Korea |
| ------------------------- | ----- | ----------- |
| Fáribá 49' Faraki 66' 76' | (0–0) |             |

| Szabáh asz-Szálem Stadion, Kuvaitváros Nézőszám: 10 000 Játékvezető: Enrique Mendoza Guillén (mexikói) |

### Döntő
| 1980. szeptember 30. |

| Kuvait                | 3–0   | Dél-Korea |
| --------------------- | ----- | --------- |
| Húti 7' Dahíl 30' 67' | (2–0) |           |

| Szabáh asz-Szálem Stadion, Kuvaitváros Nézőszám: 25 000 |

## Győztes
| Az 1980-as Ázsia-kupa győztese |
| ------------------------------ |
| KUVAIT 1. cím                  |

## Külső hivatkozások
- Eredmények az RSSSF honlapján.